# اليساندرو بوليدوري
اليساندرو بوليدوري (بالإيطالية: Alessandro Polidori)‏ (24 فبراير 1992 بفيتيربو في إيطاليا - ) هو لاعب كرة قدم إيطالي في مركز مهاجم ‏. لعب مع نادي أريتسو.

## روابط خارجية
- اليساندرو بوليدوري على موقع قاعدة بيانات كرة القدم.إي يو (الإنجليزية)
- اليساندرو بوليدوري على موقع Soccerway.com (الإنجليزية)